# Aa en Hunze
Aa en Hunze es un municipio de los Países Bajos, en la provincia de Drenthe. Debe su nombre a los ríos Drentsche Aa y Hunze que lo atraviesan. El municipio tiene una superficie de 278,88 km², de los que 2,53 km² corresponden a la superficie ocupada por el agua, con una población el 1 de enero de 2014 de 25.333 habitantes y una densidad de población de 92 h/km². El municipio se creó en 1998 por la fusión de cuatro anteriores municipios: Rolde, Gasselte, Gieten y Anloo. El gobierno municipal tiene su sede en Gieten.
Se encuentra en una de las zonas de más antigua población de los Países Bajos, localizándose 52 megalitos en su término municipal. La extracción de turba, como por ejemplo en Gieterveen, fue una de las actividades económicas importantes hasta principios del siglo xx. 

## Galería

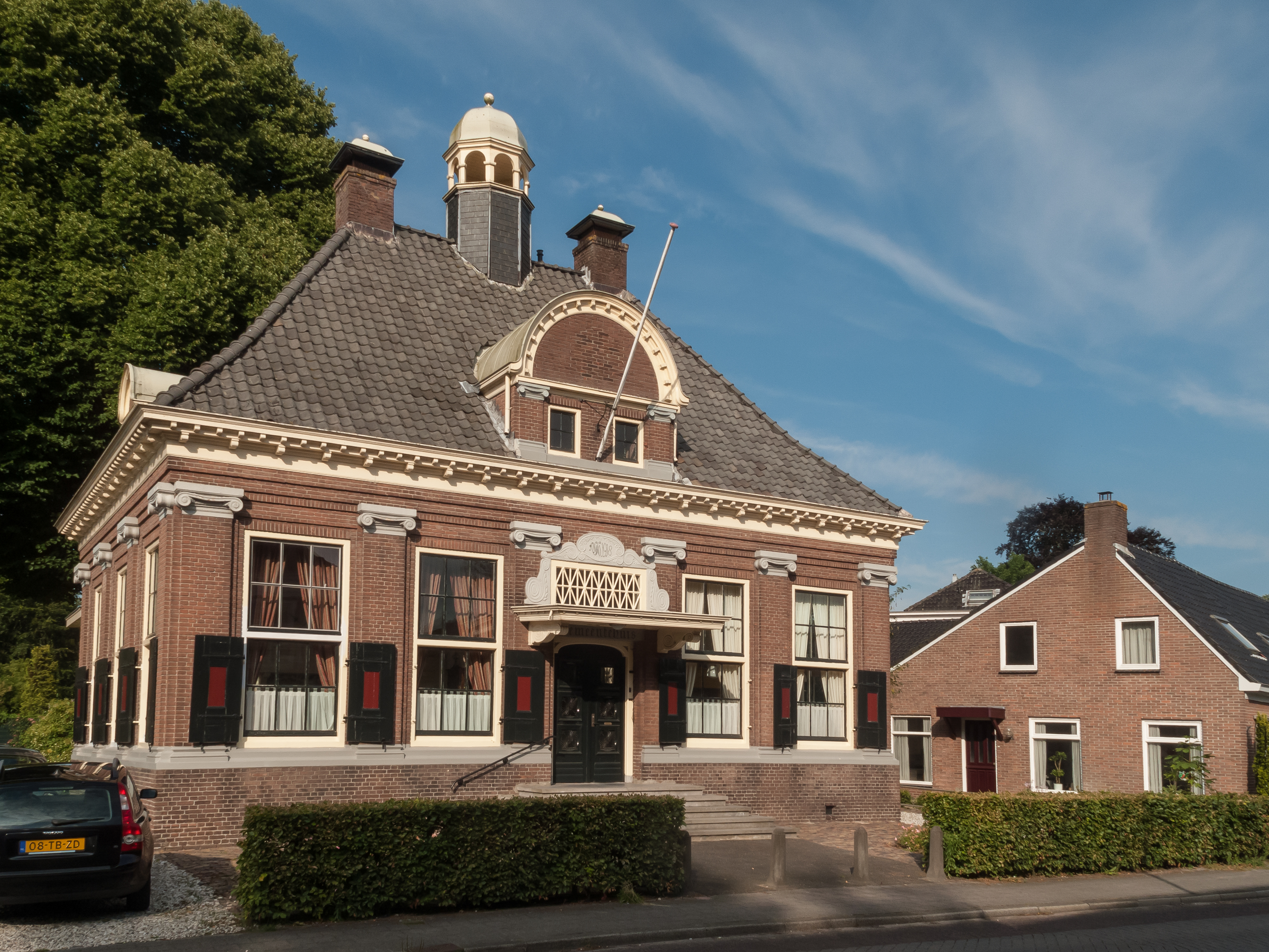
Antiguo ayuntamiento en Rolde
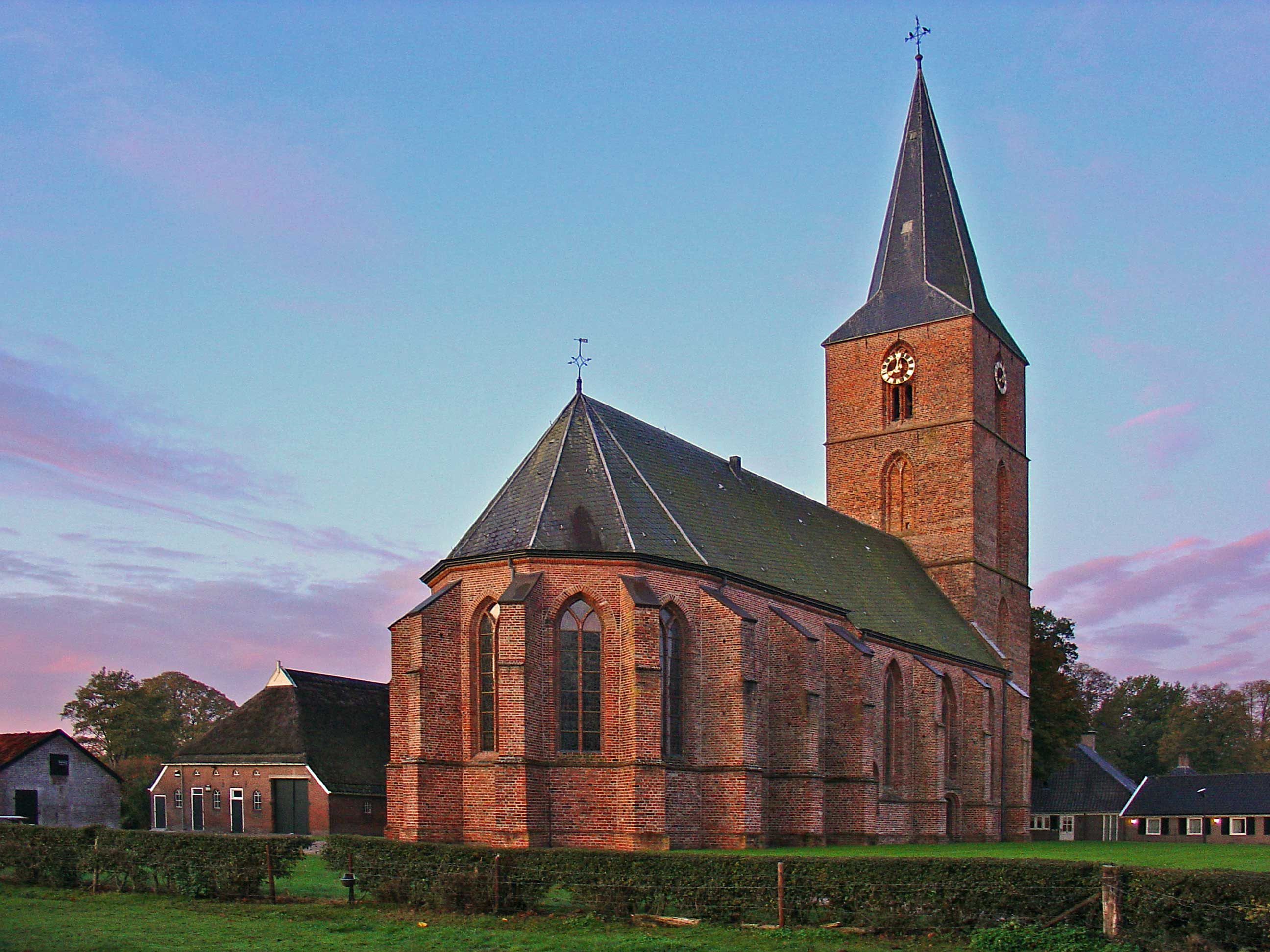
Iglesia de Santiago en Rolde
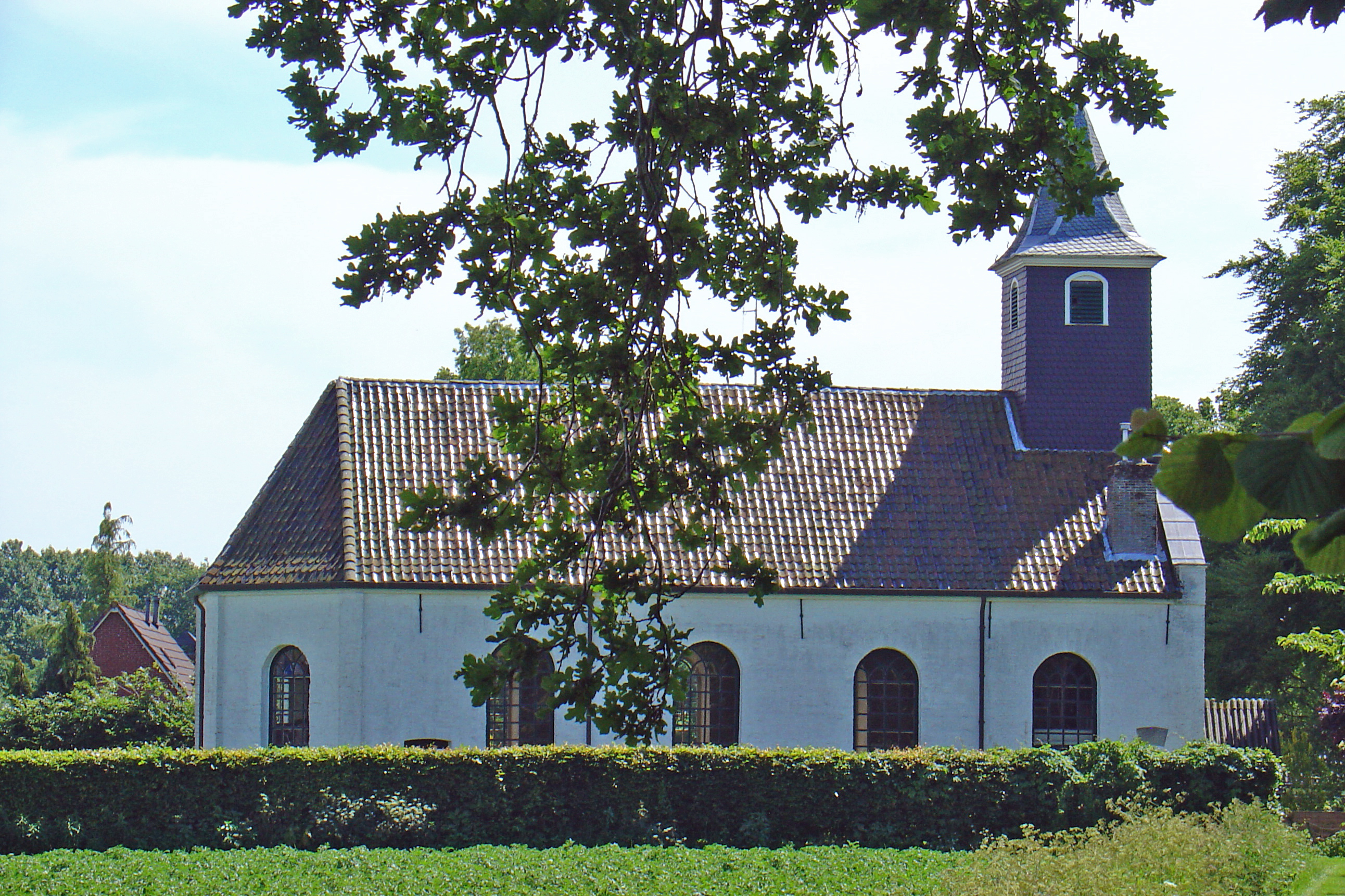
Iglesia en Gasselte
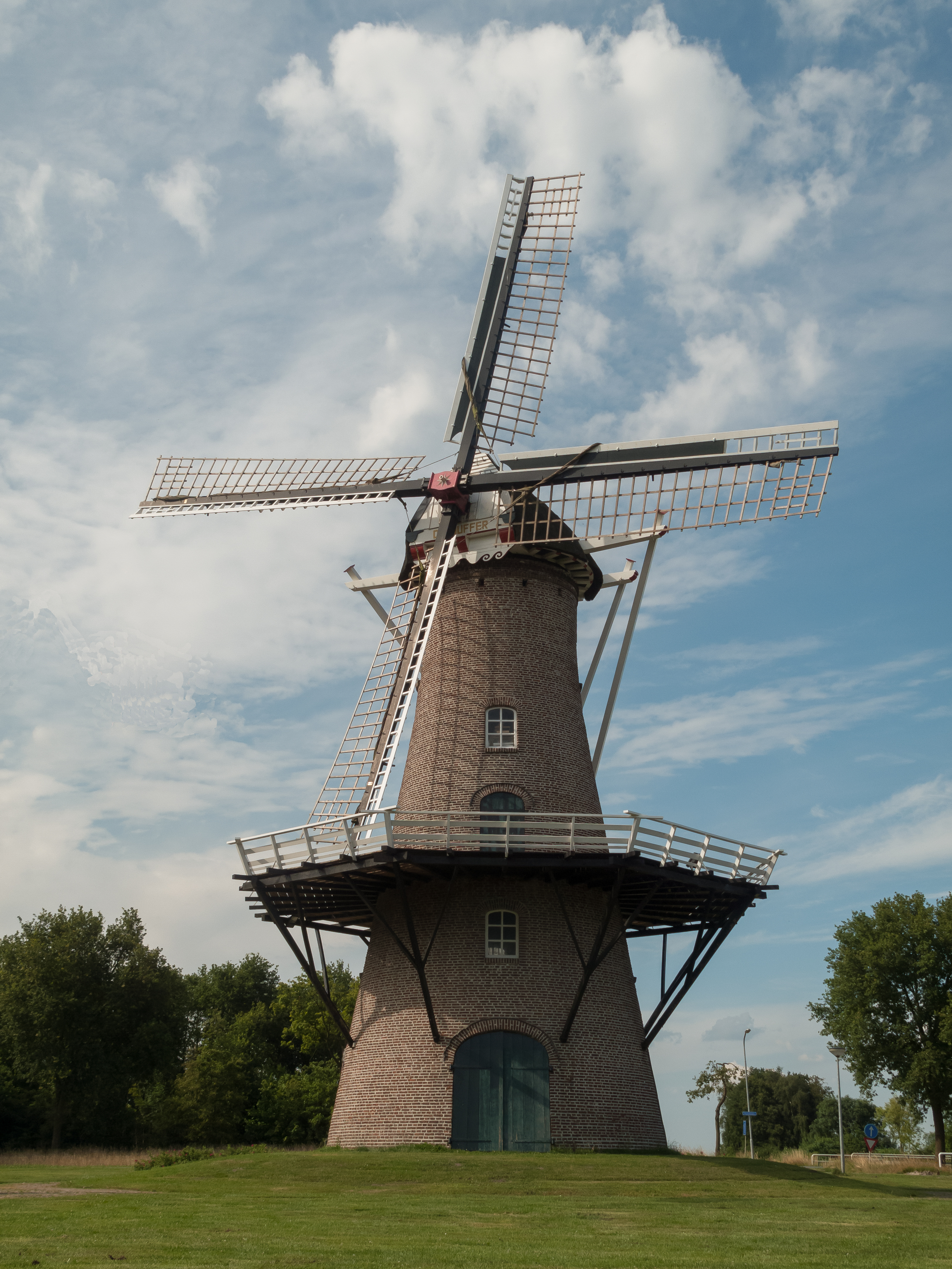
El molino (korenmolen de Juffer) en Gasseltenijveen
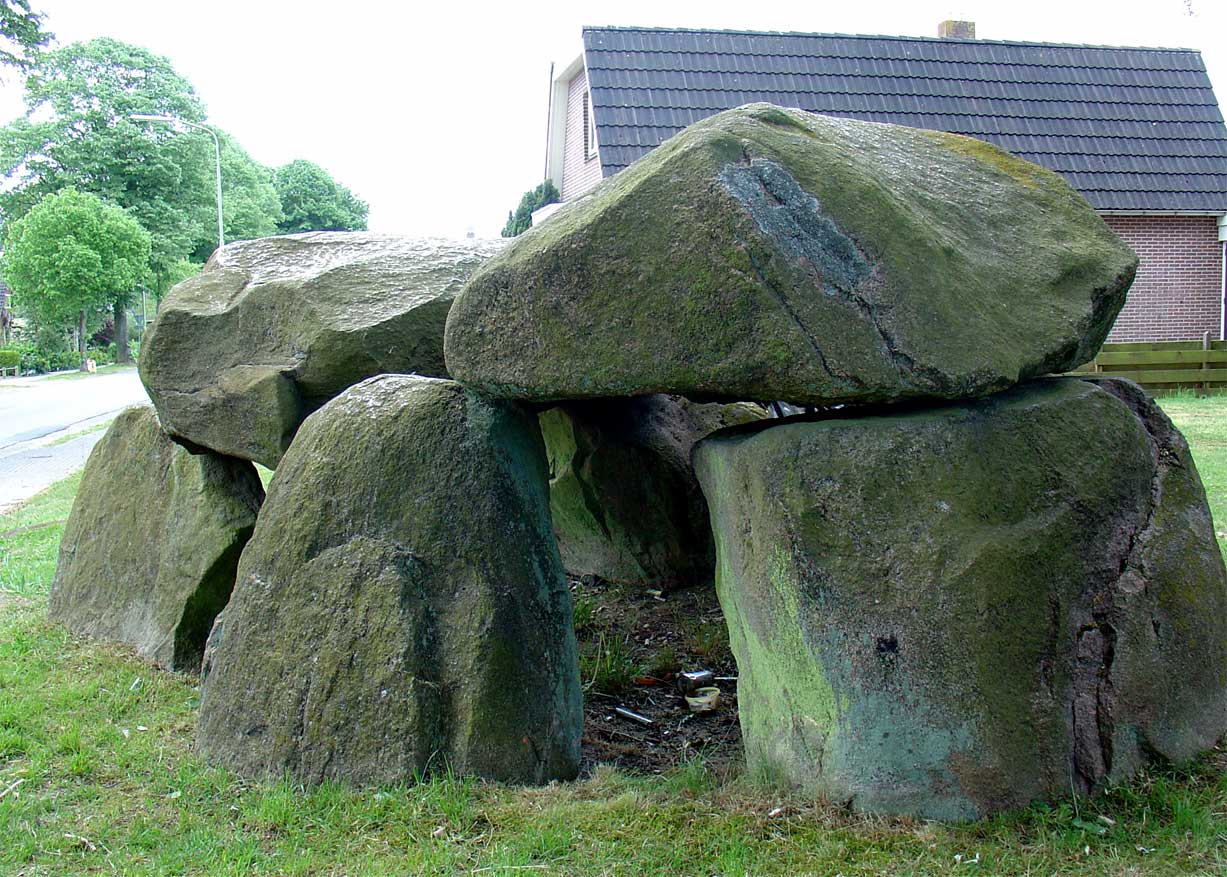
Dolmen en Annen
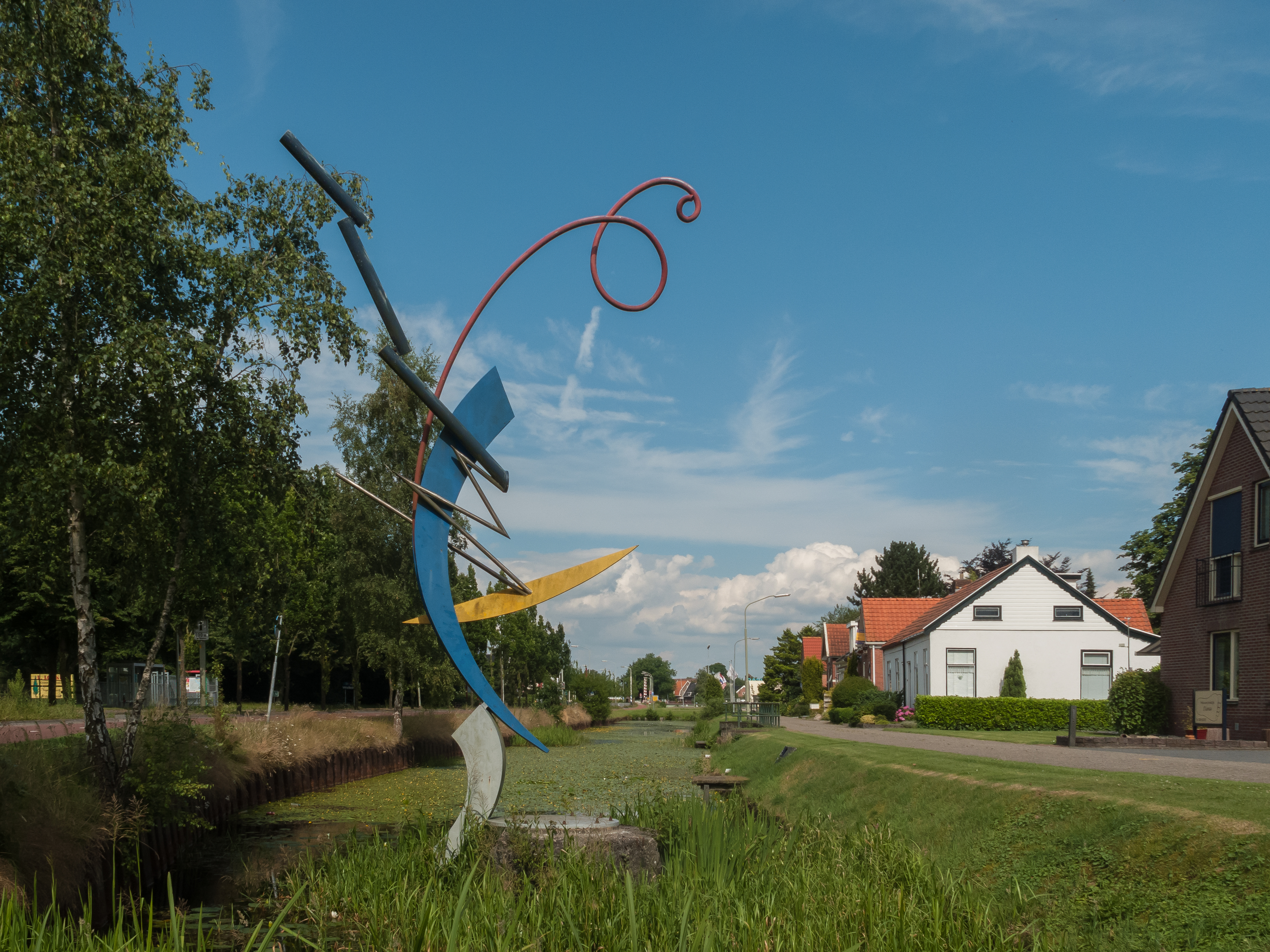
Escultura en Gasselter-nijveenschemond
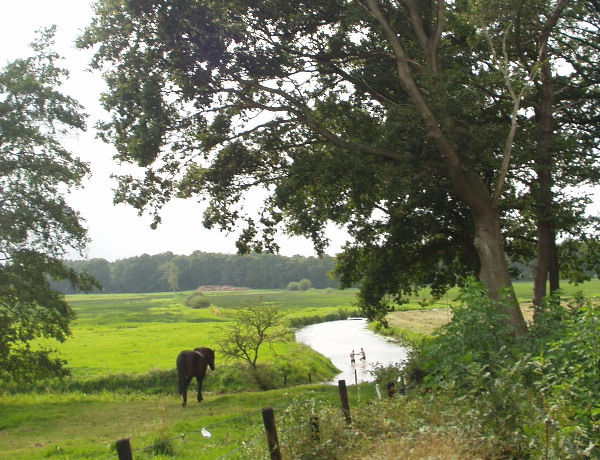
El río Drentsche Aa a su paso por Kymmelsberg
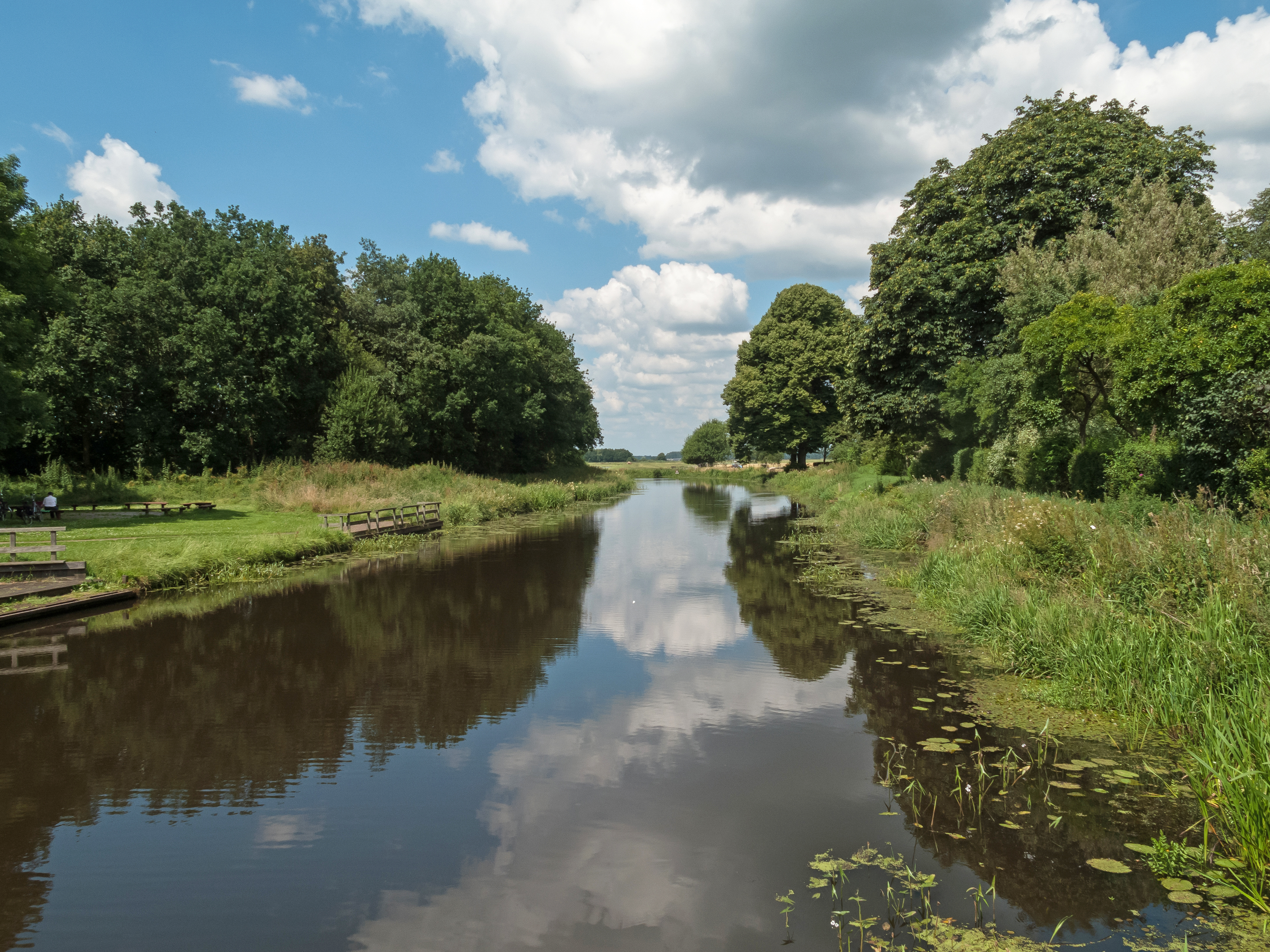
El río Hunze cerca de Spijkerboor